# Dulliken
Dulliken är en ort och kommun i distriktet Olten i kantonen Solothurn, Schweiz. Kommunen har 5 396 invånare (2023).